# Пореч
По́реч (хорв. Poreč, італ. Parenzo, лат. Parentium) — місто в Хорватії, на західному узбережжі півострова Істрія. Центральна історична частина міста з Євфразієвою базилікою внесена до списку Світової спадщини ЮНЕСКО.
Місто пов'язане регулярним міжміським автобусним сполученням з великими хорватськими містами, а також з Італією та Словенією.
Місто пов'язане прибережними шосе з містами Ровінь, Пула та Умаг, а також з Рієкою і через неї — з усією Хорватією. Колись великий і важливий порт нині обслуговує головним чином туристів.
Пореч, як і вся хорватська Істрія, багатонаціональний (хорвати, словенці, італійці, серби, албанці) і традиційно дуже терпимий до різних культур. Багато жителів визначають свою національність як «істрієць».
Туризм приносить більшу частину доходів міста. Крім туристичного обслуговування населення зайнято в рибальстві, рибопереробній, харчовій промисловості та сільському господарстві.

## Історія
Поселення на місці Пореча існувало з доісторичних часів. Близько 2 000 років тому під час правління імператора Октавіана Августа Парентіум офіційно отримав статус міста. Дуже вигідне розташування міста в глибині бухти, прикритої з моря острівцем св. Миколи сприяло швидкому зростанню міста і порту.
У III столітті в місті була заснована християнська громада, а в VI столітті була побудована християнська базиліка, що збереглася до наших днів.
З 478 року, часу падіння Західної Римської імперії, по 1267 рік, коли місто стало належати Венеції, Пореч багато разів змінював правителів. Ним володіли лангобарди, остготи, франки, візантійці, слов'яни. Останні прийшли на Істрію в VII столітті.
Венеційська республіка володіла містом понад 500 років аж до свого падіння. У 1797 році Пореч був приєднаний до Австрії. У період 1805-1813 місто контролювали наполеонівські війська, а в 1813 році Пореч знову відійшов до Австрії.
Після першої світової війни Пореч разом з усім півостровом Істрія перейшов до Італії, у той час як інша Далмація увійшла до складу Королівства сербів, хорватів і словенців, пізніше Королівства Югославія.
Після Другої світової війни місто стало частиною Югославії. Після розпаду останньої в 1991 році місто стало частиною незалежної Хорватії.

## Населення
Населення громади за даними перепису 2011 року становило 16 696 осіб, 5 з яких назвали рідною українську мову. Населення самого міста становило 9 790 осіб. Станом на 2021 рік чисельність населення громади становило 16 607 осіб.
Динаміка чисельності населення громади:
Динаміка чисельності населення міста:

## Населені пункти
Крім міста Пореч, до громади також входять: 
- Антонці
- Бадерна
- Банки
- Башаринка
- Благданичі
- Бонаці
- Братовичі
- Брчичі
- Буйчі
- Цанцини
- Червар-Порат
- Чрвар
- Чуші
- Дековичі
- Драчеваць
- Филипини
- Фушкулин
- Гарбина
- Якичі Горині
- Ясеновиця
- Єхничі
- Юричі
- Кадуми
- Катун
- Кирменяк
- Косиножичі
- Кукці
- Ладровичі
- Матулини
- Мичетичі
- Михатовичі
- Михеличі
- Монтижана
- Мугеба
- Мушалеж
- Нова Вас
- Радмани
- Радоши код Жбандая
- Раковці
- Рупени
- Ружичі
- Старичі
- Страничі код Нове Васі
- Шерає
- Штифаничі
- Шушнічі
- Валкарин
- Веленики
- Врвари
- Вржнавери
- Жбандай

## Визначні місця
- Старе місто — багато будинків Пореча побудовані на фундаментах давньоримських споруд. Залишки римського форуму на площі Марафор. Велика кількість палаців і будівель венеційського періоду.
- Декуманська вулиця — колишній римський «декуманус» — головна дорога міста, що веде до форуму.
- Євфразієва базиліка (VI століття) являє собою тринефний храм з атріумом і восьмикутним баптистерієм. У IV столітті за часів єпископа Мавра тут була побудована церква, а після 539 року за часів єпископа Евфразія побудована сучасна базиліка. У базиліці збереглися візантійські мозаїки. Комплекс Євфразієвої базиліки внесений до списку Світової спадщини ЮНЕСКО в 1997 році.
- Північна Вежа — розташована на північному сході від історичного центру міста. Побудована у XV столітті та частково збережена до наших днів.
- П'ятикутна Вежа — розташована на початку центральної міської вулиці Decumanus, при вході в історичний центр. Вежа збудована в готичному стилі в середині XV століття. Фасад башти прикрашає венеційський лев. Аж до початку французького вторгнення на початку XIX століття, башта була сполучена з міськими воротами.
- Міські укріплення — аж до XVII століття Пореч був оточений системою укріплень, споруджених в XII-XVI століттях. До наших часів збережені окремі їх частини, самими цінними з яких є П'ятикутна (1447), Кругла (1473) і Напівкругла (1475) башти.
- Істрійський муніципалітет — будинок, у якому спочатку була розташована Церква Франциска, побудована в XIII столітті. У середині XVIII століття фасад будівлі був перебудований в дусі модного на той час стилю бароко. Будівля зберігає своє призначення і до цього дня — трохи раніше він використовувався для зборів парламенту Істрії, а сьогодні в ньому засідає Окружний парламент.
- Площа Марафор — найстаріша і найбільша міська площа. На площі розташовані Храм Марса і Великий храм, який колись був найбільшим в Адріатиці. На захід від нього розташований Храм Нептуна.
- Дім двох Святих — невеликий будинок, побудований в романському стилі, фасад якого прикрашають статуї двох святих.
- Романський Будинок — побудований в романському стилі з зовнішніми сходами та дерев'яним балконом, відреставрований в 1930 році.
- Великий Храм і Храм Нептуна — Великий Храм, побудований на початку першого століття, розташований на північному заході від площі Марафор. До наших днів дійшла лише частина його стін та фасаду. Храм Нептуна розташований у парку на захід від площі Марафор. Збережено лише окремі фрагменти цього древнього храму, присвяченого богу моря.
- Круглі Вежі, побудовані у другій половині XV століття, розташовані поблизу Народної площі та чудово збереглися до наших днів. У цей час відкрито їх вільне відвідування.

## Музеї
- Музей історії міста розташований в будівлі палацу, побудованого у XVIII столітті у стилі бароко. На першому поверсі музею знаходиться колекція кам'яних фрагментів з римськими священними писаннями та колекція кераміки, знайдена в ході історичних розкопок. На другому поверсі можна ознайомитися з колекцією портретного живопису та предметами побуту родин Копар і Карлі (останній нащадок якого проживав в Поречі). Музей також володіє колекцією скульптур, що належить до раннього середньовіччя, а ще багатою бібліотекою і добіркою історичних документів.

## Клімат і погода
Місто розташоване під впливом помірного середземноморського клімату, якому відповідають тепле, сухе літо і м'яка зима. Середня кількість світлових годин у році — 2388. Середнє число світлових годин — 10 в день. Найнижча температура моря біля берегів міста коливається в межах від 9,3 °C до 11,1 °C взимку і досягає 23,3-24,1 °C в серпні. Вміст солі в морській воді близько 36-38 проміле.

## Міста-побратими
- Шіофок, Угорщина